# Nappage

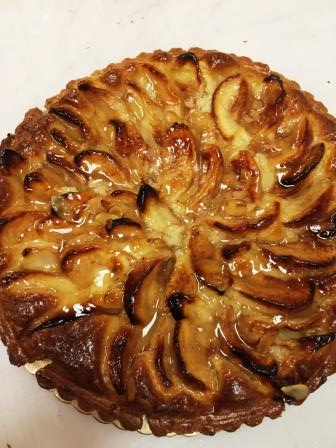
Tarte aux pommes recouverte d'un nappage - Aspect brillant

Le nappage est l'action de recouvrir une pâtisserie, avec une gelée à base de fruits (groseille ou abricots). Le procédé est utilisé pour donner une finition brillante aux tartes aux fruits, aux babas et autres entremets,. Le nappage préserve les fruits qui couvrent une tarte du desséchement superficiel et de l'oxydation.

## Composition

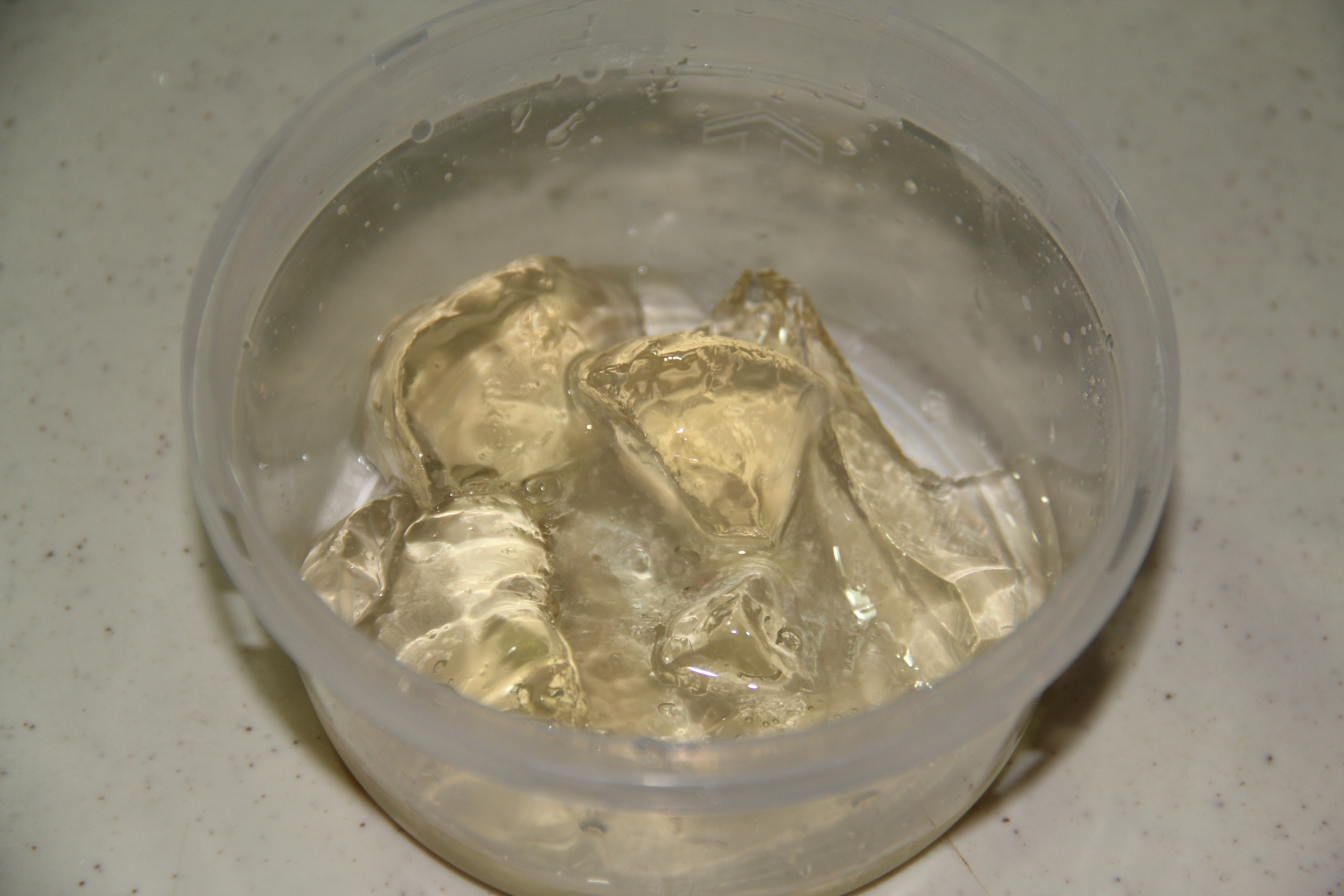
Préparation de nappage à l'aide de gelée d'abricot et d'eau

Un nappage neutre, ou sirop collé à la gélatine, est une gelée composée de sucre, d'eau et de gélatine. La gélatine peut être remplacée par de la gelée de groseille ou d'abricot (en l'occurrence l'abricotine). Les composants sont mélangés à chaud, versés dans un pot stérilisé, puis le mélange refroidi devient gélatineux. 
Un pot de nappage se conserve un mois dans une enceinte réfrigérée lorsque le pot est hermétique et stérilisé, sinon des moisissures se développent rapidement.

## Application
Le nappage est le plus souvent appliqué à froid avec un pinceau ou par pulvérisation.
Il existe des nappages à chaud. Le produit fond sous la chaleur, et se gélifie immédiatement en contact avec les fruits froids, alors que le nappage à froid est utilisé en l'état. Comme le nappage est souple, il ne tient pas sur les surfaces verticales des pâtisseries comme les dômes et les arêtes.

## Différence nappage et glaçage
Les nappages et les glaçages apportent de la brillance et protègent la partie supérieure de la pâtisserie du dessèchement et de l'oxydation. 
Le nappage recouvre mais n'est pas figé. Il peut être à la confiture ou au chocolat, alors que le glaçage est un mélange qui durcit.
Le glaçage peut être coloré et parfumé. Un glaçage simple contiendra par exemple du sucre glace, du blanc d’œuf et du jus de citron. Mais beaucoup de variations sont possibles, avec ou sans cuisson, avec ou sans blanc d’œuf et citron, avec de l'eau froide, du lait ou de l'eau chaude, ou avec du chocolat additionné d'huile. On retrouve le glaçage en couverture des mille-feuille, des éclairs.